# لیلیت سوقومونیان
لیلیت وانی سوقومونیان (ارمنی: Լիլիթ Վանի Սողոմոնյան؛ زادهٔ ۱۸ فوریهٔ ۱۹۶۹) نقاش و هنرمند اهل ارمنستان است. 

## زندگی‌نامه
در ۱۸ فوریهٔ ۱۹۶۹ در ایروان از والدینی‌های به نام‌های وان سوقومونیان و نونا گابریلیانبه دنیا آمد و از انستیتو دولتی هنری و نمایشی ایروان فارغ‌التحصیل شد. گاگیک غازانچیان همسر وی می‌باشد. وی از سال ۱۹۹۲ عضو اتحادیه هنرمندان ارمنستان می‌باشد.

## مجموعه‌ها
آثار هنری لیلیت سوقومنیان در نگارخانه ملی ارمنستان، موزه هنر نوین ایروان نگهداری می‌شود.

## خانواده
- پدر - وان سوقومونیان، هنرمند
- مادر - نونا گابریلیان، هنرمند، مجسمه‌ساز
- همسر - گاگیک غازانچیان، نقاش
- پسر - گای غازانچیان، نقاش، مجسمه‌ساز

## نمایشگاه‌ها

### انفرادی
- ۲۰۱۴ کلیسای ارمنی هوهانس مقدس، سان فرانسیسکو، ایالات متحده آمریکا[۱]
- ۲۰۱۲ Modern Art Museum of Yerevan
- ۲۰۰۸ مرکز فرهنگی “Pokrovskie vorota”، مسکو، روسیه
- ۲۰۰۴ نگارخانه گئورکیان، ایروان، ارمنستان
- ۲۰۰۰ موزه هنرمندان، واشینگتن، دی.سی.، ایالات متحده آمریکا
- ۱۹۹۲ نگارخانه Kreishaus, هوفهایم، بایرن، آلمان

## نگارخانه

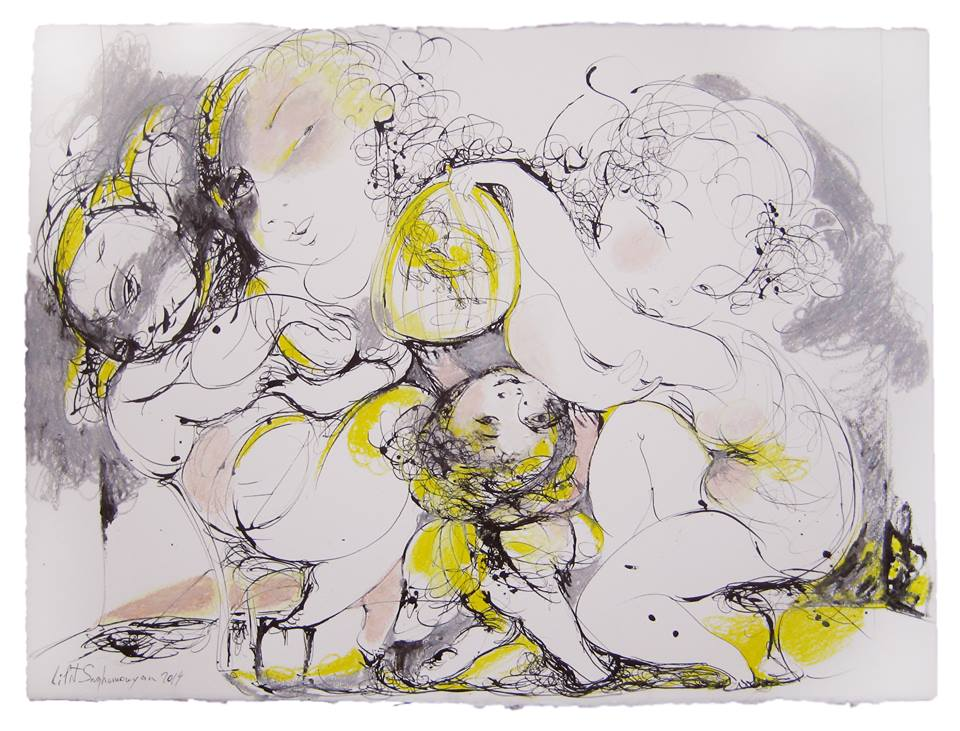
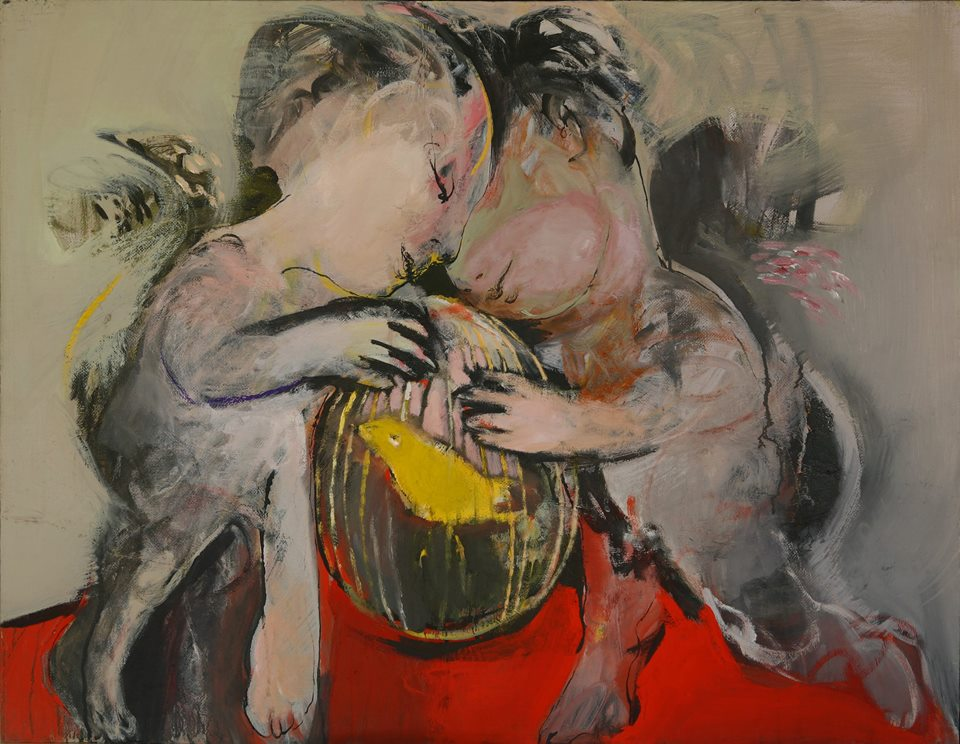
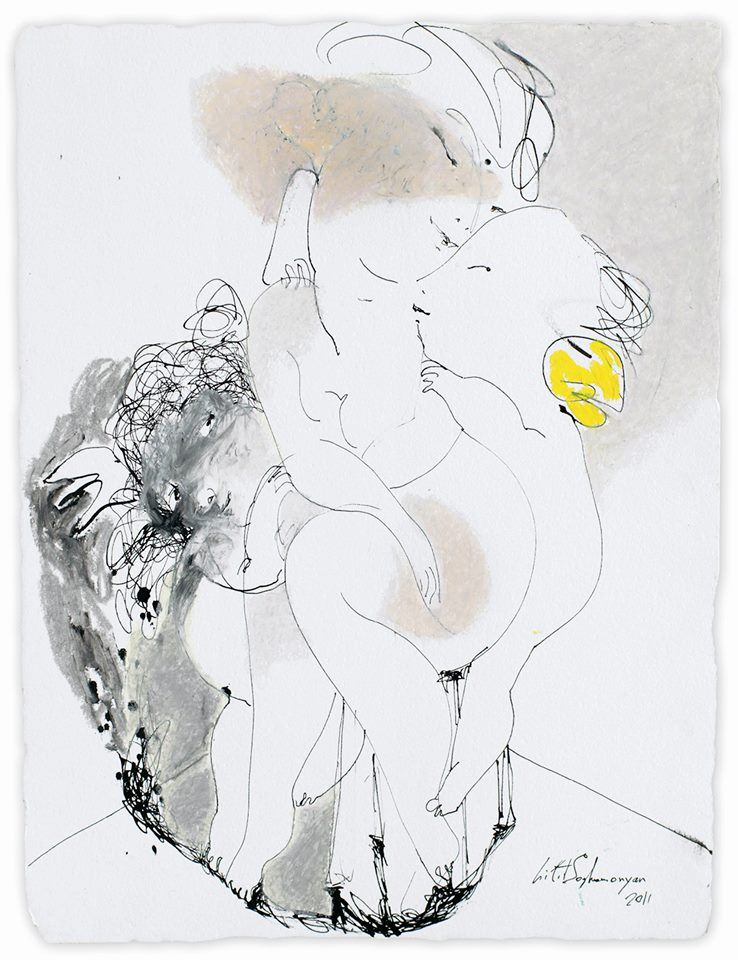
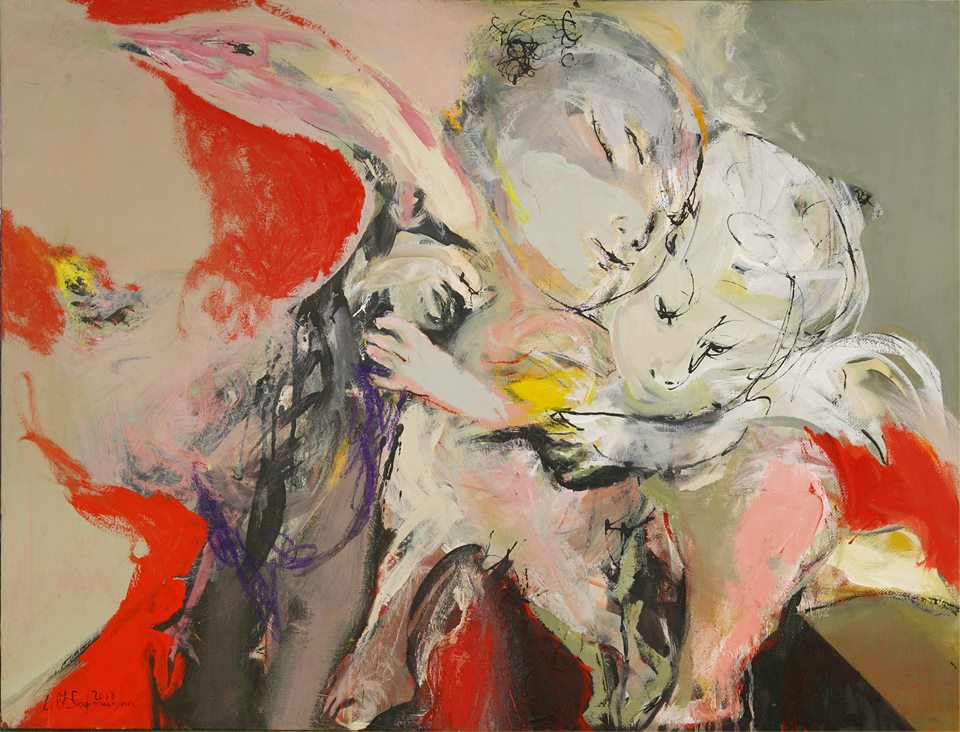
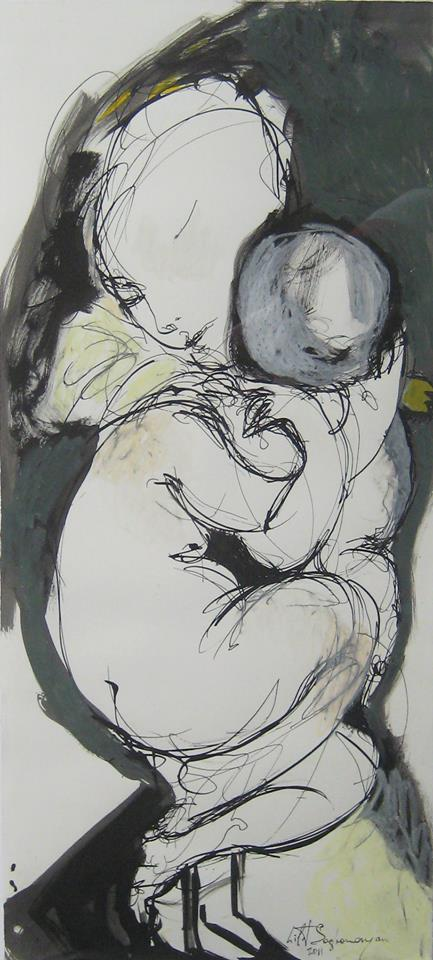
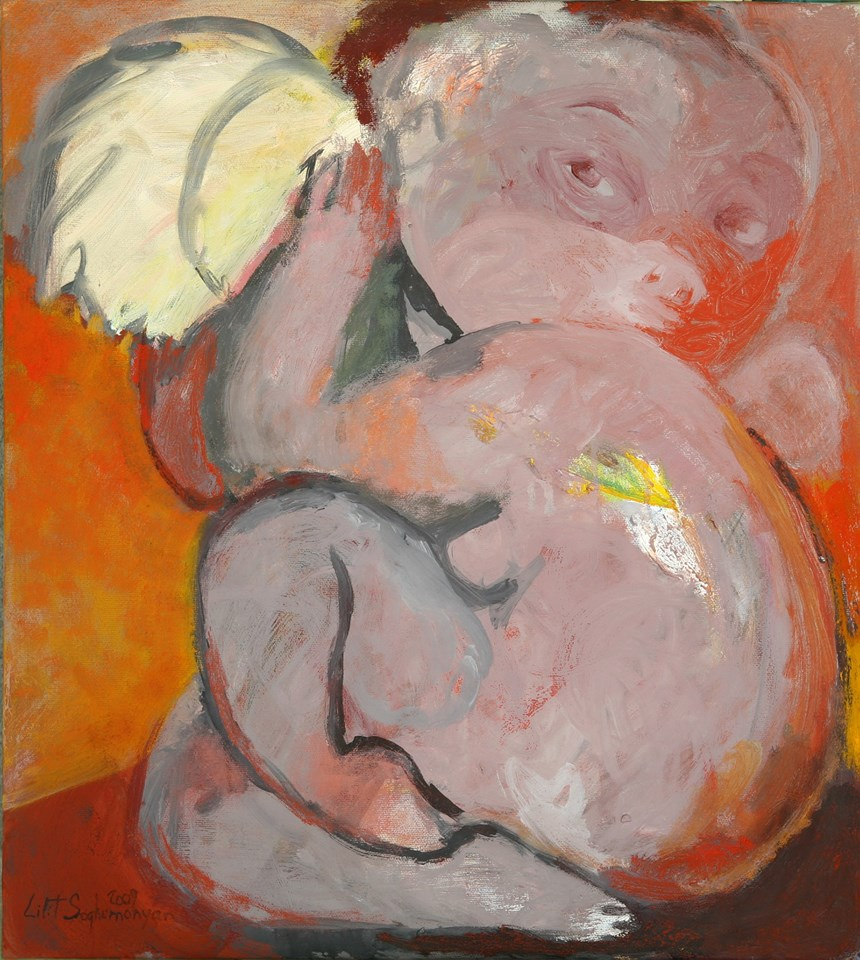
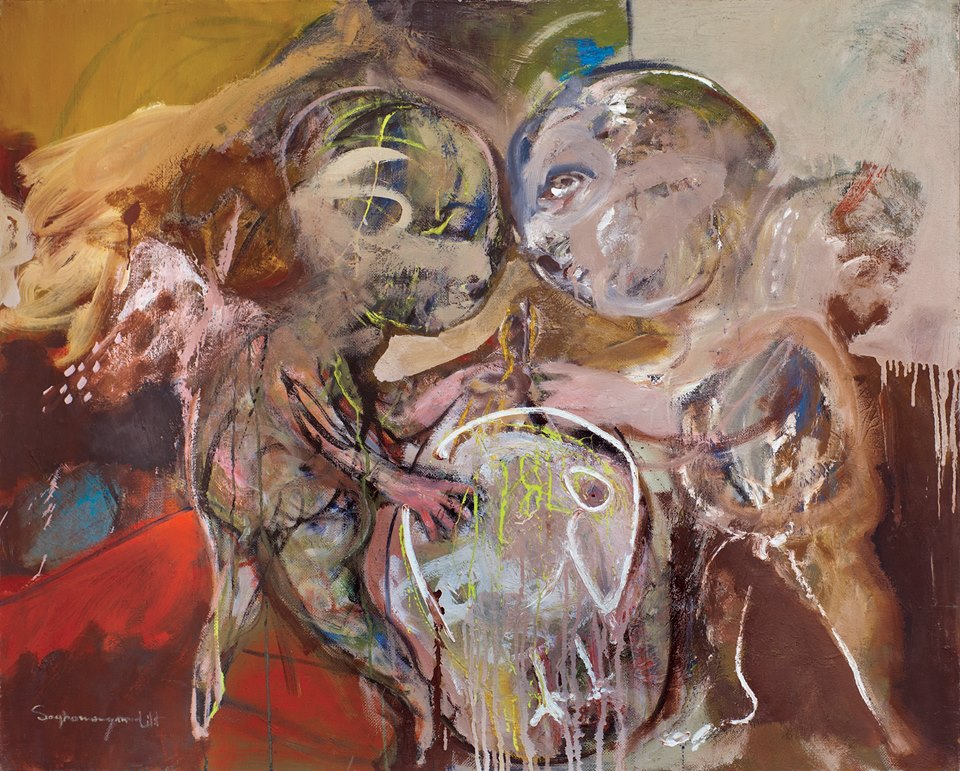

نقاشی‌ها